# Michel Gill
Michel Gill, accreditato anche come Michael Gill (New York, 16 aprile 1960), è un attore statunitense.
È noto soprattutto per aver interpretato il ruolo del Presidente Garrett Walker nella serie televisiva House of Cards - Gli intrighi del potere e Gideon Goddard in Mr. Robot.

## Biografia
Ha frequentato il prestigioso Aiglon College in Svizzera, frequentando successivamente l'Università Tufts prima di trasferirsi e laurearsi alla Juilliard School di New York nel 1985.
Dal 1998 è sposato con Jayne Atkinson con la quale ha avuto un figlio.

## Filmografia

### Cinema
- Protocol, regia di Herbert Ross (1984) - non accreditato
- Dimenticare Palermo, regia di Francesco Rosi (1990)

### Televisione
- L.A. Law - Avvocati a Los Angeles (L.A. Law) – serie TV, episodio 8x16 (1994)
- Law & Order: Criminal Intent – serie TV, episodio 3x02 (2003)
- Ideal, regia di Michael Paxton – mediometraggio (2004)
- La valle dei pini (All My Children) – serial TV, 2 puntate (2010)
- House of Cards - Gli intrighi del potere (House of Cards) – serie TV, 25 episodi (2013)
- The Good Wife – serie TV, episodio 4x12 (2013)
- Person of Interest – serie TV, episodio 3x18 (2014)
- Mr. Robot – serie TV, 7 episodi (2015)
- The Get Down – serie TV, 8 episodi (2016-2017)
- Ray Donovan – serie TV, 6 episodi (2017)
- Chicago Med – serie TV, 6 episodi (2018)
- The Gilded Age – serie TV, episodi 1x02-1x03 (2022)
- The Dropout - serie TV (2022)

## Doppiatori italiani
Nelle versioni in italiano delle opere in cui ha recitato, Micheal Gill è stato doppiato da:
- Claudio Moneta in Law & Order: Criminal Intent
- Angelo Maggi in House of Cards - Gli intrighi del potere
- Marco Rasori in The Good Wife
- Fabrizio Pucci in The Gilded Age
- Francesco Prando in The Dropout